# مختار ریادی
مختار ریادی (انگلیسی: Mochtar Riady؛ زادهٔ ۱ ژانویهٔ ۱۹۲۹) کارآفرین، سرمایه‌دار و سیاستمدار اهل اندونزی است.